# Красный Великан
Кра́сный Велика́н — посёлок сельского типа в северно-западной части Забайкальского района Забайкальского края, Россия.
Население — 282 чел. (2021).

## География
Расположен в поясе степных пересыхающих озёр, в долине между Кличкинским и Нерчинским хребтами. До районного центра, посёлка Забайкальск, 61 километр.
В состав сельского поселения «Красновеликанское» входят так же село Арабатук и посёлок Семиозёрье.

## История
В 1966 г. указом президиума ВС РСФСР поселок центральной совхоза «Красный великан» переименован в Красный Великан.
16 марта 2014 года в селе произошёл инцидент с отравлением спиртными напитками, пострадало 49 человек, из них 16 погибли, оставшиеся жители села были госпитализированы. Более двадцати детей лишились одного или обоих родителей.

## Население
| 1989 | 2002 | 2010 | 2021 |
| ---- | ---- | ---- | ---- |
| 1267 | ↘671 | ↘510 | ↘282 |

## Инфраструктура
- Средняя школа
- Фельдшерско-акушерский пункт
- ПСК «Красный Великан»[7]

## Топографические карты
- Лист карты M-50-XVI Кличка. Масштаб: 1 : 200 000. Указать дату выпуска/состояния местности.